# Isidor Hirschfelder

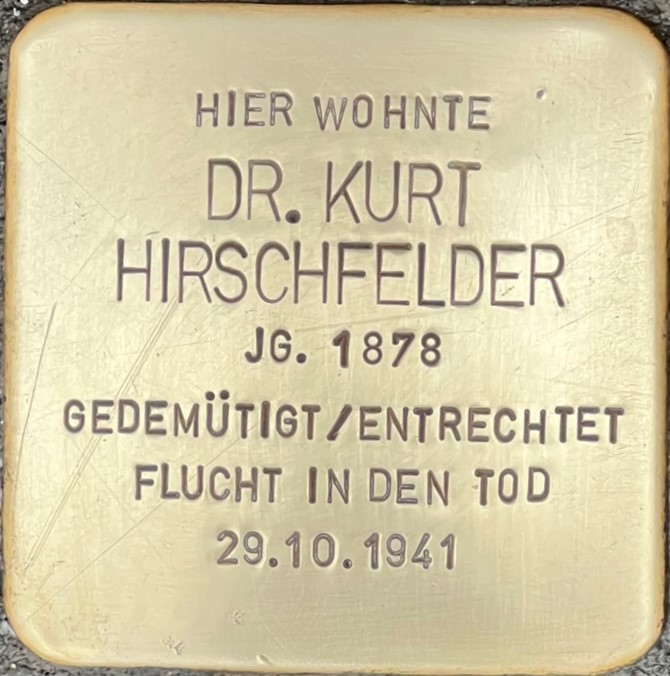
Stolperstein für Dr. Kurt Hirschfelder, Ostwall 148, Krefeld

Isidor Hirschfelder, ab den 1920er Jahren Kurt Hirschfelder (* 11. März 1878 in Rexingen; † 29. Oktober 1941 in Krefeld), war ein deutscher Arzt.

## Leben und Werk
Isidor Kurt Hirschfelder war das jüngste überlebende von zehn Kindern der Eheleute Max Marx Hirschfelder (1836–1909) und Rieka (Rike) Wälder (1845–1914). Seine Eltern entstammten alten württembergischen Landjudenfamilien. Seine Mutter war eine Nichte des Laupheimer Rabbiners Abraham Wälder. Sie war die Gründerin und langjährige Vorsitzende des Rexinger Frauenvereins. Der älteste bekannte Vorfahr war Jakob Joseph Hirschfelder (* vor 1740). Im Krefelder Adressbuch 1907/08 war er als Dr. Kurt Hirschfelder registriert.
Nach dem Besuch der Volksschule in Rexingen wechselte er 1893 auf das humanistische Uhland-Gymnasium in Tübingen, wo er 1898 das Reifezeugnis erlangte. Das Studium der Medizin absolvierte er in Freiburg, Tübingen, Berlin und zuletzt wieder in Freiburg, wo er 1903 sein Staatsexamen bestand und mit der Doktorarbeit Über die Konsistenzverhältnisse des schwangeren Uterus in den ersten Monaten zum Doktor der Medizin promoviert wurde. Seine Ausbildung zum Kinderarzt machte er im städtischen Kaiserin- und Kaiser-Friedrich-Krankenhaus in Berlin. Seine klinischen Lehrer waren dort die Professoren Baginsky und Gluck.
1906 ließ er sich als erster Kinderarzt in Krefeld nieder und eröffnete am 14. April am Ostwall 148 im ersten Stock seine Praxis. Sofort nahm er Kontakt mit dem Krefelder Frauenverein auf und führte 1908 die ersten Mütterberatungen ein. 1914 gelang es ihm, in Zusammenarbeit mit dem Krefelder Verein für Säuglingsfürsorge in gemieteten Räumen des ehemaligen Handwerkerkrankenhauses (Wilhelm-Mariannen-Handwerker-Kranken-Anstalt) – des 1835 errichteten ersten Krankenhauses in Krefeld – auf der Petersstr. 71 ein Säuglingsheim zu etablieren. 1915 kam eine Entbindungsstation hinzu.
Im Jahr 1914 wurde er zum kaiserlichen Heer im 39. Regiment als Sanitätsoffizier eingezogen. In den ersten Augusttagen rettete er seinem Vorgesetzten in der Schlacht um die Festung Maubeuge das Leben, wofür er das Eiserne Kreuz I. Klasse erhielt.
1916 erfolgte die Schenkung eines Teils des Krefelder Tiergartens an der Kaiserstraße als Grundstück für ein neues Säuglingsheim durch die Eheleute Ernst und Emma Kniffler. Immer wieder wies Hirschfelder auf die Unzulänglichkeiten des alten Krankenhausbaues hin. Aber aufgrund der finanziellen Lage nach dem verlorenen Krieg und der Hyperinflation konnte kein kompletter Neubau errichtet werden. 1928 wurde eine Schule für Säuglingspflegerinnen eingerichtet. 1930 erfolgte der Teilneubau des Säuglingsheimes auf der Petersstraße 71–79 als städtische Leihgabe. Das Haus wurde so konzipiert, dass es ohne Weiteres in Mietwohnungen umgewandelt werden konnte, was nach dem Zweiten Weltkrieg auch geschah. In der Klinik wurden von ihm auch operative Entbindungen und Operationen bei Kindern durchgeführt.
Hirschfelder betrieb eine große Praxis mit Einzugsgebiet bis weit in den Niederrhein. Er erfreute sich großer Beliebtheit bei der Krefelder Bevölkerung. Wissenschaftlich hielt er sich immer auf dem neuesten Stand. 1919 erschien ein Artikel von ihm in der Zeitschrift für Säuglings- und Kleinkinderschutz über die offene und die geschlossenen Säuglingsfürsorge in Krefeld. 1933 wurde er als Chefarzt des Säuglingsheimes entlassen und ihm die Praxisführung verboten. 1939 wurde der Krefelder Frauenverein enteignet und das Säuglingsheim in den Bestand der städtischen Kliniken als Kinderklinik integriert.
Vor der drohenden Deportation durch die Nationalsozialisten nahm sich Isidor Hirschfelder 63-jährig am 29. Oktober 1941 das Leben.
Durch den damaligen Oberbürgermeister Dieter Pützhofen und die jüdische Gemeinde in Krefeld wurde im August 1998 der Verein Stiftung Dr. Isidor Hirschfelder gegründet. Zweck des Vereins war die Errichtung einer Synagoge für die jüdische Gemeinde Krefeld. Zehn Jahre später konnte die Synagoge in der Wiedstraße 17 b ihrer Bestimmung übergeben werden.
Heute erinnern eine Gedenktafel in der Kinderklinik, gestiftet 1991 vom damaligen Direktor Hermann Schulte-Wissermann, die Hirschfelderstraße und der Dr.-Hirschfelder-Platz vor der Petersstraße 71–79 sowie das nach ihm benannte ehemalige Schullandheim der Stadt Krefeld an ihn. Weiterhin wurde 2008 ein Stolperstein für ihn am Ostwall 148 verlegt.

## Ehrungen
- Benennung des Dr.-Hirschfelder-Platzes in Krefeld.[4]
- Das Schullandheim in Herongen trägt den Namen „Dr. Isidor Hirschfelder“.[5]

## Belege
1. ↑  Eduard Seidler: Jüdische Kinderärzte 1933–1945. Karger Medical and Scientific Publishers, 2007 (S. 445)
2. ↑  Hilmar Schmuck, Willi Gorzny, Peter Geils: Gesamtverzeichnis des deutschsprachigen Schrifttums 1700–1910. Walter de Gruyter, 2019 (S. 142)
3. ↑  Volker Klimpel: Ärzte-Tode. Königshausen & Neumann, 2005 (S. 124)
4. ↑  Historische Plätze in Krefeld: Plätze, die eigentlich Kriegsbrachen sind, Westdeutsche Zeitung, 8. August 2019.
5. ↑  Norbert Stirken: Herongen wird zum Problemfall für Krefeld. Artikel in der RP-Online vom 17. April 2019, abgerufen am 25. Oktober 2019.

| Personendaten    | Personendaten        |
| ---------------- | -------------------- |
| NAME             | Hirschfelder, Isidor |
| ALTERNATIVNAMEN  | Hirschfelder, Kurt   |
| KURZBESCHREIBUNG | deutscher Arzt       |
| GEBURTSDATUM     | 11. März 1878        |
| GEBURTSORT       | Rexingen             |
| STERBEDATUM      | 29. Oktober 1941     |
| STERBEORT        | Krefeld              |